# Distretto di Costanza
Il distretto di Costanza (in romeno Județul Constanța) è uno dei 41 distretti della Romania, ubicato nella regione storica della Dobrugia con 630 679 abitanti al censimento 2011.

## Società

### Evoluzione demografica
In base ai dati del censimento 2011, la popolazione è così divisa dal punto di vista etnico:
| Etnia       | Abitanti | %    |
| ----------- | -------- | ---- |
| Rumeni      | 582 804  | 92,4 |
| Turchi      | 19 499   | 3,1  |
| Rom         | 3 448    | 0,5  |
| Tatari      | 17 620   | 2,8  |
| Russi       | 2 897    | 0,5  |
| Ungheresi   | 407      | 0,1  |
| Altre etnie | 4 004    | 0,6  |

## Centri principali
| Comune                  | Abitanti |
| ----------------------- | -------- |
| Costanza                | 304 279  |
| Medgidia                | 44 270   |
| Mangalia                | 40 514   |
| Năvodari                | 34 936   |
| Cernavodă               | 18 595   |
| Ovidiu                  | 13 929   |
| Murfatlar               | 10 855   |
| Cumpăna                 | 10 588   |
| Hârșova                 | 10 454   |
| Valu lui Traian         | 10 139   |
| Mihail Kogălniceanu     | 10 114   |
| Dati del 1º luglio 2007 |          |

## Geografia antropica

### Suddivisioni amministrative
Il distretto è composto da 3 municipi, 9 città e 58 comuni.

#### Municipi
- Costanza
- Mangalia
- Medgidia

#### Città
- Băneasa
- Cernavodă
- Eforie
- Hârșova
- Murfatlar

- Năvodari
- Negru Vodă
- Ovidiu
- Techirghiol

#### Comuni
- 23 August
- Adamclisi
- Agigea
- Albești
- Aliman
- Amzacea
- Bărăganu
- Castelu
- Cerchezu
- Chirnogeni
- Ciobanu
- Ciocârlia

- Cobadin
- Cogealac
- Comana
- Corbu
- Costinești
- Crucea
- Cumpăna
- Cuza Vodă
- Deleni
- Dobromir
- Dumbrăveni
- Fântânele

- Gârliciu
- Ghindărești
- Grădina
- Horia
- Independența
- Ion Corvin
- Istria
- Limanu
- Lipnița
- Lumina
- Mereni
- Mihai Viteazu

- Mihail Kogălniceanu
- Mircea Vodă
- Nicolae Bălcescu
- Oltina
- Ostrov
- Pantelimon
- Pecineaga
- Peștera
- Poarta Albă
- Rasova
- Saligny

- Saraiu
- Săcele
- Seimeni
- Siliștea
- Târgușor
- Topalu
- Topraisar
- Tortoman
- Tuzla
- Valu lui Traian
- Vulturu